# 深作ヘスス
深作 ヘスス（ふかさく ヘスス、1985年〈昭和60年〉1月4日 - ）は、日本の政治家。衆議院議員（1期）。国民民主党所属、同党神奈川県第19区総支部長。

## 経歴
日本人の父親とペルー人の母親の間にリマで誕生。生後6か月で川崎市宮前区神木本町へ移り、以降は同地で成長する。2007年の成蹊大学卒業後は青少年国際交流推進センターに勤め始めた。2009年より在アメリカ合衆国日本国大使館にて、日本政府専用機の受け入れや総理専用車列の運用などのロジスティクスを3年余り担当する。2012年に帰国後、エムスリーキャリアに入社し、主に医療系キャリアコンサルタント業務に従事した。
2015年、外交を軸とした安全保障の研究を通し、自国及び世界の繁栄を実現させる方法を探究するため、松下政経塾に入塾する。在塾中の2017年、日本から見た日米関係だけでなく、アメリカから見た日米関係を研究するため、笹川平和財団のフェローシップに応募し、当時アメリカ合衆国下院議員であったトゥルシー・ギャバードの政策担当フェローを1年間務めた。2019年の卒塾後、JAXAワシントン駐在員事務所コンサルタントおよび内閣府青年国際交流事業ファシリテーターを経て、埼玉県知事である大野元裕の政務秘書を1年余り経験した。

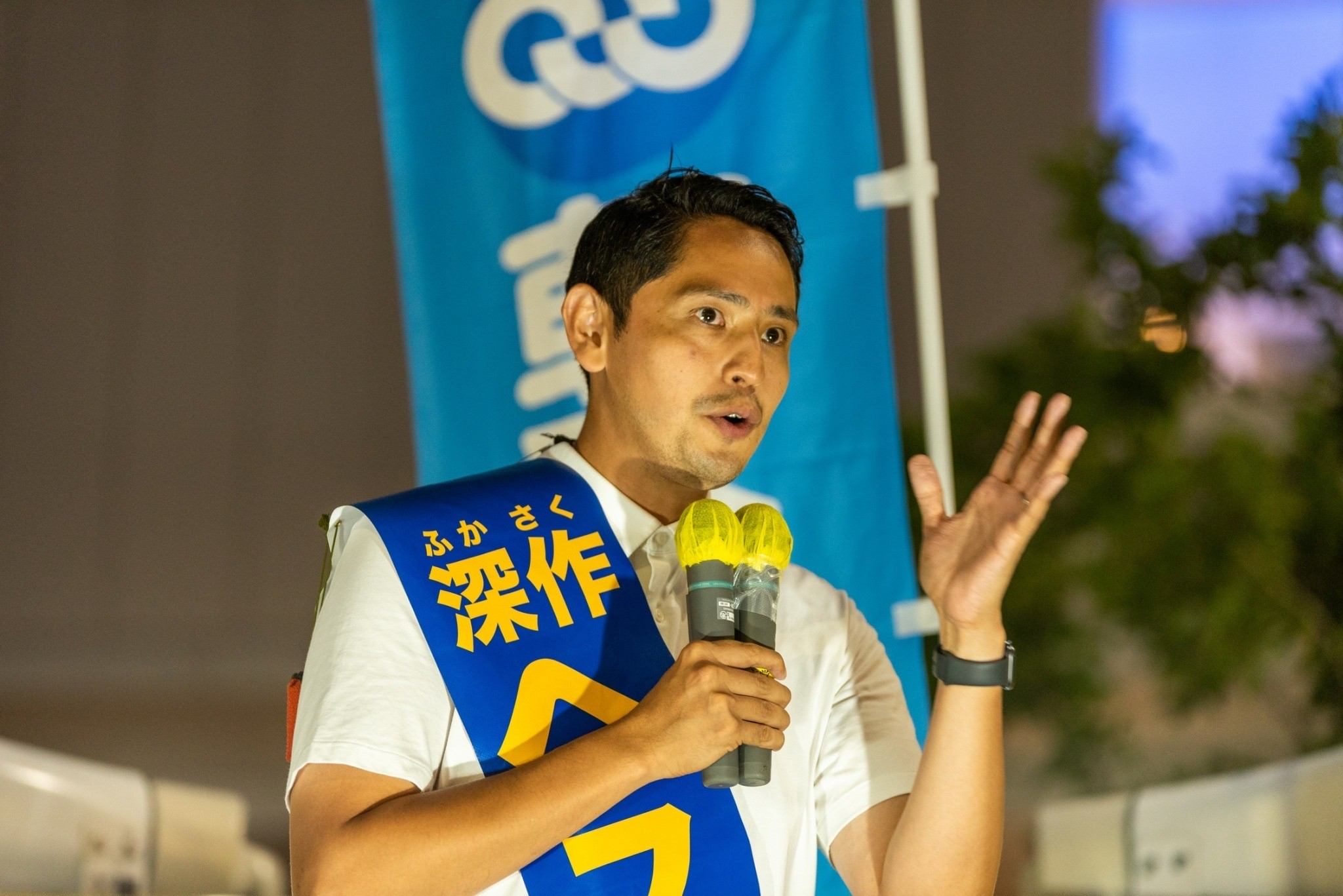
2022年7月3日、桜木町駅前にて演説を行う深作

2022年の第26回参議院議員通常選挙において、国民民主党公認候補として神奈川県選挙区に初めて立候補するも、7位で落選。その後、2024年の第50回衆議院議員総選挙にて再び同党公認候補として神奈川県第19区から立候補し、小選挙区では3位で敗れたが、重複立候補していた比例南関東ブロックで初当選を果たした。

## 学歴等
以下、全て卒園・卒業・卒塾
- 私立カリタス幼稚園
- 川崎市立長尾小学校
- 川崎市立宮前平中学校
- 啓明学園高等学校
- 成蹊大学経済学部経済学科国際社会コース
- 松下政経塾（第36期）

## 政治的主張
- バブル崩壊からの「失われた時代」から脱却するため、積極財政および消費税の5%への減税を実行する[16][17]。
- 外交関連の経験を活かし、日米同盟を基軸としつつ、自立的な安全保障体制を構築し、また国防関連の産業強化を進める[16][17]。
- 教育無償化および所得制限撤廃を実現し、子育て世代を支援する[16][17]。
- 政治による表現の自由に対する規制は好ましくない[18]。
- 憲法改正、緊急事態条項の創設に賛成している。
- 女系天皇に反対である。

## 逸話
- ペルー人の母親からは、幼い頃から「日本がいかに平和で安全な国か」「日本で育つことがいかに恵まれているか」「日本が世界の中でもいかに素晴らしい国か」という話を繰り返し聞かされながら育った[19][20]。
- 小学4年生の夏休みに、母方の親族を訪ねて渡米した。その際、多言語で会話がなされる光景や、訪ねた数々の名所に感銘を受け、その後の人生に大きな影響を受けた[19]。
- 日本語・英語・スペイン語のトライリンガルである。大学時代はその語学力を活かし、様々なボランティア活動や国際交流事業に加わった[21]。
- 在米日本大使館で勤務していた2009年、日本では政権交代による鳩山由紀夫内閣が発足した。その直後に継続性を無視、逸脱した外交方針が打ち出され、日米関係が一気に悪化する現場を目の当たりにした。その経験から、外交の現場を知る自らがその実践者となるべく、政治家への転身を決意した[12]。
- 2016年に熊本地震が発生した直後から、約10カ月にわたり現地でのボランティア活動に従事した[5][22][23]。
- カメラの腕前を評価され、前述のギャバードの下で勤務していた頃に、要人の訪問時の撮影を任されていた[24]。
- 選挙期間を問わず、100カ所での街宣活動や[25][26]、長時間の駅頭活動を度々行っている[27][28]。
- AFEEが2022年参院選の全候補者を対象に、表現の自由についてのアンケートを行った際、深作の回答は最高の評価を受けた（他3人が同点）[29][30][31]。AFEE主催のコミケ街宣にも複数回参加している[32][33]。
- 公式YouTubeチャンネルの動画にて、トゥルシー・ギャバードのウィキペディア日本語版ページを立ち上げたのは深作自身であることを公言している[34]。

## 私生活
- 小学校3・4年生の頃はボーイスカウトに所属していた[35]。また、高校時代までにサッカー・バレーボール・野球・剣道と様々なスポーツを経験しており、剣道は30代から再開した[36][37]。
- 地元の消防団に所属するなど、様々な地域活動に取り組んでいる[38][39][40][注釈 3]。
- 趣味は写真撮影、ミュージカル鑑賞、靴下の収集。所有する靴下は100足を超え、妻からはこれ以上は増やさないよう厳命されている[15]。
- 父方の祖母の影響を受け、茶道を嗜んでいる[42]。また義理の祖母から俳句の指導を受けている[43][44]。

## 備考
- 本名（戸籍上の氏名）は「深作光輝ヘスス」（ふかさく こうきヘスス）である[45]。日本に多様性をもたらし、様々な差別を乗り越えるという意志を込めて、初出馬以降は「深作ヘスス」を名乗っている[46]。なお、「ヘスス」（Jesús）という名前はイエス・キリストに由来する、スペイン語圏では一般的な男性名である。
- ペルーは出生地主義であるため（日本は血統主義）、出生時は日本とペルーの二重国籍だった。成人後、ペルー国籍を離脱している[47]。
- 2024年10月現在は横浜市都筑区牛久保在住[15]、本籍地は東京都[48]。
- 2023年4月に静岡県議会議員選挙に当選するも、同年8月に無免許運転（免許失効後の運転）が発覚し、最終的に辞職した中山真珠は[49]、立候補するまでは深作の秘書を務めていた[50][51]。

## 家族・親族
父親は政治活動家・深作清次郎の子息である。母方の親族のほとんどはペルーからアメリカに移住しており、その姻族にはエジプト人・イタリア人・オーストラリア人もいる。姉は故人。テレビ朝日アメリカ所属のプロデューサーおよびコーディネーターの深作真紀は従姉妹。妻の深作祐衣（旧姓：徳成）は横浜市会議員（都筑区選出）。夫妻の間に1男1女。

## 著作

### 記事
- ““ルールメーカー”トランプ・アメリカとの共生の探求”. 政治山.   スパイラル (2017年4月3日). 2024年11月3日閲覧。
- 「「恋愛・結婚・出産できない」韓国の現実」『プレジデント』、プレジデント、2017年、2024年11月3日閲覧。
- “石破首相と大違い…私が感動した米国大統領の「握手」”. ダイヤモンド・オンライン.   ダイヤモンド社 (2024年12月11日). 2024年12月21日閲覧。
- “一流のリーダーが使う「おつかれさま」より効果的なフレーズとは？ 私が感動した米国大統領の「ひと言」”. ダイヤモンド・オンライン.   ダイヤモンド社 (2024年12月13日). 2024年12月21日閲覧。

## 選挙歴
| 当落 | 選挙                     | 執行日         | 年齢 | 選挙区         | 政党       | 得票数     | 得票率 | 定数      | 得票順位 /候補者数 | 政党内比例順位 /政党当選者数 |
| ---- | ------------------------ | -------------- | ---- | -------------- | ---------- | ---------- | ------ | --------- | ------------------ | ---------------------------- |
| 落   | 第26回参議院議員通常選挙 | 2022年07月10日 | 37   | 神奈川県選挙区 | 国民民主党 | 25万3234票 | 6.19%  | 5(補欠:1) | 7/22               | /                            |
| 比当 | 第50回衆議院議員総選挙   | 2024年10月27日 | 39   | 神奈川県第19区 | 国民民主党 | 5万578票   | 24.64% | 1         | 3/6                | 1/3                          |